# 土佐藩主山内家墓所
土佐藩主山内家墓所（とさはんしゅやまうちけぼしょ）は、高知県高知市筆山町にある土佐藩の歴代藩主の墓所。2016年（平成28年）3月1日に国の史跡に指定されている。公益財団法人土佐山内記念財団が管理団体となっている。
墓所は筆山の北嶺にあり、その北側（高知市天神町）には山内家の筆頭菩提寺の真如寺が位置する。

## 概要
土佐藩の初代藩主山内一豊と2代藩主山内忠義は土佐で亡くなり筆山に葬られた。しかし、3代藩主の山内忠豊が江戸で亡くなったため、子の山内豊昌は帰葬（江戸参勤中の藩主が亡くなった場合には国許に移して葬儀を行うこと）や昭穆制（しょうぼくせい、一豊の墓を最上段に配置して左右に歴代藩主の墓碑を設けること）など葬送の方式の基礎を定めた。
以後、明治時代に東京で死去した15代豊信（容堂）を除く全藩主が1箇所に埋葬された稀有な例となっている。
墓標（墓石）の形式は、初代一豊と2代忠義は卵塔型（無縫塔）である。3代忠豊以降は一部の例外を除いて笠付型（角柱型、笠塔婆）としている。
その後、山内家では1870年（明治3年）に仏教から神道に宗旨替を行ったため、明治以降に死去した12代豊資と16代豊範は神道形式で埋葬されている（先述の墓所が異なる15代豊信も神道形式となっている）。

## 主な墓標

### 歴代土佐藩主
- 山内一豊（初代藩主）墓標は卵塔型[2]
- 山内忠義（2代藩主）墓標は卵塔型[2]
- 山内忠豊（3代藩主）墓標は笠付型[2]
- 山内豊昌（4代藩主）墓標は笠付型[2]
- 山内豊房（5代藩主）墓標は笠付型[2]
- 山内豊隆（6代藩主）墓標は笠付型[2]
- 山内豊常（7代藩主）墓標は笠付型[2]
- 山内豊敷（8代藩主）墓標は笠付型[2]
- 山内豊雍（9代藩主）墓標は笠付型[2]
- 山内豊策（10代藩主）墓標は笠付型[2]
- 山内豊興（11代藩主）墓標は笠付型[2]
- 山内豊興（12代藩主）墓標は神道形式[2]
- 山内豊熈（13代藩主）墓標は笠付型[2]
- 山内豊惇（14代藩主）墓標は笠付型[2]
- 山内豊範（16代藩主）墓標は神道形式[2]

なお、15代藩主である山内豊信（容堂）墓は東京都品川区の大井公園脇にある。

### 維新後の当主
- 山内豊景（17代当主）[2]
- 山内豊秋（18代当主）[2]

### その他被葬者
- 3代正室 長姫[2]

など